# Kurlandlommen
Kurlandlommen eller Kurlandkedlen henviser til den Røde Hærs blokade og omringning af aksestyrkerne i Kurland i de sidste måneder af 2. verdenskrig. Den sovjetiske chef var general Bagramjan (senere marskal Bagramjan).
Lommen skabtes under den Røde Hærs strategiske offensiv i Baltikum, da styrker fra den 1. Baltiske Front nåede Østersøen nær Memel. Denne handling isolerede den tyske Heeresgruppe Nord fra resten af de tyske styrker mellem Tukums og Liepāja i Letland. Omdøbt til Heeresgruppe Kurland den 25. januar forblev hærgruppen isoleret indtil udgangen af krigen. Da den blev beordret til at overgive sig til den sovjetiske kommando den 8. maj, var styrken i "blackout" og modtog ikke den officielle ordre før den 10. maj, to dage efter den tyske kapitulation. Det var en af de sidste tyske hærenheder,der overgav sig i Europa.